# Småtryk
Et småtryk er i biblioteksfagsprog en tryksag, der "der pga. et lille omfang el. indholdets karakter ikke regnes som en bog", altså en lang række forskellige tryksager spændende fra etbladstryk til tykke kataloger. Typiske småtryk er vedtægter, årsberetninger, regnskaber, personaleblade, lokale idræts- og kirkeblade og politiske partiers lokale medlemsblade. Vare- og udstillingskataloger, teater- og koncertprogrammer, telefonbøger og visesamlinger hører også til småtryk, mens tryksager, der har en forfatter i traditionel forstand, ikke regnes med.. Definitionen af småtryk varierer fra land til land, og hænger i mange lande sammen med den nationale lovgivning om pligtaflevering.